# Campeonato Tocantinense Segunda Divisão 2021
In 2021 werd de dertiende editie van het Campeonato Tocantinense Segunda Divisão gespeeld voor voetbalclubs uit de Braziliaanse staat Tocantins. De competitie werd georganiseerd door de FTF en werd gespeeld van 21 november tot 19 december. União Carmolandense werd kampioen.

## Eerste fase
| Plaats | Club                | Wed. | W | G | V | Saldo | Ptn. |
| ------ | ------------------- | ---- | - | - | - | ----- | ---- |
| 1.     | Bela Vista          | 3    | 2 | 1 | 0 | 7:3   | 7    |
| 2.     | União Carmolandense | 3    | 2 | 1 | 0 | 6:2   | 7    |
| 3.     | Paraíso             | 3    | 0 | 1 | 2 | 3:6   | 1    |
| 4.     | Taquarussú          | 3    | 0 | 1 | 2 | 2:7   | 1    |

|  | Gekwalificeerd voor tweede fase |

## Tweede fase
| Plaats | Club                | Wed. | W | G | V | Saldo | Ptn. |
| ------ | ------------------- | ---- | - | - | - | ----- | ---- |
| 1.     | União Carmolandense | 2    | 2 | 0 | 0 | 6:1   | 6    |
| 2.     | Bela Vista          | 2    | 1 | 0 | 1 | 4:3   | 3    |
| 3.     | Paraíso             | 2    | 0 | 0 | 2 | 1:7   | 0    |

|  | Kampioen, promotie naar Primeira Divisão 2022     |
|  | Vicekampioen, promotie naar Primeira Divisão 2022 |

### Kampioen
| Campeonato Tocantinense de 2021 - Segunda Divisão |
| Tocantins                                         |
| ------------------------------------------------- |
| UNIÃO CARMOLANDENSE Kampioen (1° titel)           |